# Nikola Mektić
Nikola Mektić (Zagreb, 24. prosinca 1988.), hrvatski tenisač i trenutni broj 2 u igri parova u svijetu. Osvajač olimpijskog zlata u parovima s Matom Pavićem u Tokiju 2020. i Davisovog kupa 2018. S Pavićem je osvojio Wimbledon, postavši prvi hrvatski dvojac kojemu je to uspjelo, te Australian Open u mješovitim parovima 2020. s Barborom Krejčíkovom. Dvostruki je finalist US Opena, 2018. u mješovitim, a 2020. u muškim parovima. Dosad je osvojio 16 naslova u parovima na ATP-ovim turnirima.

## Vanjske poveznice
- Profil na stranicama ATP-a
- Profil na stranicama ITF-a
- Profil na stranicama Davisova kupa